# Championnat de France de football de deuxième division 2023-2024
 (mai 2024).
Navigation
Ligue 2 2022-2023 Ligue 2 2024-2025
La saison 2023-2024 de Ligue 2 est la 85e édition du championnat de Ligue 2 (ou Division 2 jusqu'en 2002) et la 4e sous l'appellation « Ligue 2 BKT ». Deuxième niveau de la hiérarchie du football en France après la Ligue 1, le championnat oppose en matches aller-retour, vingt clubs professionnels. Il est parrainé par le fabricant de pneumatiques indien BKT.
Le championnat se déroule du 5 août 2023 au 17 mai 2024.
En raison de la réduction du nombre d'équipes en Ligue 2 la saison prochaine de 20 à 18, il y a quatre descentes directes en National cette saison. Les play-offs et les barrages d'accession en Ligue 1 font leur retour après leur absence la saison précédente du fait de la réduction de 20 à 18 équipes en Ligue 1 cette saison.

## Décisions administratives
À la suite de l'agression d'un joueur ruthénois par un spectateur bordelais lors du match Bordeaux - Rodez de la 38e et dernière journée de la saison précédente (alors que Rodez menait par un but à zéro), le club bordelais se voit perdre le match sur tapis vert et écope d'un point de pénalité pour cette saison en Ligue 2.
Durant l'intersaison, le FC Sochaux-Montbéliard, 9e la saison dernière, est rétrogradé administrativement en National par la DNCG pour raisons financières. Le club  fait appel de cette décision tout en montant un premier dossier de rachat qui est finalement avorté. Il se présente le 31 juillet au CNOSF avec un second dossier mais est débouté par le CNOSF le lendemain. Le FCSM dépose un recours en référé le 2 août pour contester la décision en appel de relégation prononcée par la DNCG, mais aussi de l'avis négatif donné par le CNOSF. Le 3 août, la LFP valide le repêchage en L2 du FC Annecy, 17e de la saison dernière, sous réserve de la décision du Tribunal de Paris.

## Incidents de la saison
Le 12 août 2023, avant le coup d'envoi du match comptant pour la 2e journée entre Rodez et Saint-Étienne, une bagarre éclate entre supporters stéphanois, prévu initialement à 15 heures, le match est repoussé de cinq minutes dans un premier temps en raison d'un problème technique chez BeIn Sports puis retardé de 55 minutes pour un coup d'envoi à 16 heures,. Le match va à son terme sans déplorer d'autres incidents, Rodez l'emporte 2-1 dans les dernières minutes,. La LFP se réunit lors de la commission de discipline le 17 aout 2023 pour juger cet incident, aucune mesure n'est prise et le dossier est mis en instance et une décision doit être rendue le 30 août 2023.
Le 21 août 2023, lors du dernier match de la 3e journée entre Ajaccio et Bordeaux, à la 12e minute, des supporters bordelais arrivent en tribune malgré un arrêté préfectoral émis trois jours avant le match, les interdisant de déplacement. Cela entraine des échauffourées entre supporters acéistes et bordelais: des sièges, une échelle, et des projectiles divers ont été jetés depuis la tribune. La rencontre est immédiatement interrompue, et les joueurs sont invités à rejoindre les vestiaires. Les forces de l'ordre interviennent pour faire cesser les affrontements et évacuer la tribune. Le match reprend dans le calme à 21 h 55 et se termine sur le score de 0-0. Le club girondin condamne le comportement de ses supporters. La commission de discipline de la LFP se réunit le 23 août 2023 et décide de fermer à titre conservatoire le stade François-Coty jusqu'au 6 septembre, date de la décision du dossier mis en instruction. Par conséquent, le match suivant à domicile d'Ajaccio face à Dunkerque le 2 septembre, se joue à huis clos.
Le 3 mai 2024, lors de la 36e journée, le match entre Troyes et Valenciennes a été définitivement arrêté à la 89e minute après que des supporters troyens jettent une 2e fois des fumigènes sur le terrain alors que le score était de parité 1-1. Le score de la rencontre sera jugé le 22 mai 2024 par la commission de discipline de la LFP. Valenciennes remporte le match par 3-0 et conserve son but inscrit initialement.

## Événements notables
À partir du 10 novembre 2023, le Paris FC applique la gratuité pour tous ses matchs à domicile en championnat, une première en France.
Le 10 mai 2024, à l’issue de la 37e journée, l’AJ Auxerre remporte le titre.
Le 27 juin 2024, après le passage obligatoire à la DNCG, l'AC Ajaccio est rétrogradé en National pour cause de difficultés financières.
Le 9 juillet 2024, après le passage par la DNCG, le FC Girondins de Bordeaux est rétrogradé en National.

## Clubs participants

### Liste des clubs participants
Les équipes classées de la 3e à 8e et de la 10e à la 17e place du Championnat de Ligue 2 2022-2023, les équipes classées 17e, 18e, 19e et 20e de Ligue 1 2022-2023 et les deux premiers de National 2022-2023.
| \| AC Ajaccio Amiens SC Angers SCO AJ Auxerre SC Bastia Girondins de Bordeaux SM Caen US Concarneau USL Dunkerque Grenoble · Foot EA Guingamp Stade lavallois Paris FC Pau FC FC Annecy Quevilly-RM Rodez AF AS Saint-Étienne ESTAC Troyes Valenciennes FC \| Localisation des clubs engagés. |
| AC Ajaccio Amiens SC Angers SCO AJ Auxerre SC Bastia Girondins de Bordeaux SM Caen US Concarneau USL Dunkerque Grenoble · Foot EA Guingamp Stade lavallois Paris FC Pau FC FC Annecy Quevilly-RM Rodez AF AS Saint-Étienne ESTAC Troyes Valenciennes FC                                       |

| Club                  | En L2 depuis | Classement 2022-2023 | Entraîneur           | En poste depuis | Stade | Capacité                           | Saisons en Ligue 2 |
| --------------------- | ------------ | -------------------- | -------------------- | --------------- | --- | ---------------------------------- | ------------------ |
| AJ Auxerre            | 2023         | 17e (Ligue 1)        | Christophe Pélissier | 2022            | Stade de l'Abbé-Deschamps                                                                                | 17 924                             | 16                 |
| AC Ajaccio            | 2023         | 18e (Ligue 1)        | Olivier Pantaloni    | 2014            | Stade Michel-Moretti                                                                                     | 10 660                             | 21                 |
| ESTAC Troyes          | 2023         | 19e (Ligue 1)        | David Guion          | 2023            | Stade de l'Aube                                                                                          | 20 400                             | 38                 |
| Angers SCO            | 2023         | 20e (Ligue 1)        | Alexandre Dujeux     | 2023            | Stade Raymond-Kopa                                                                                       | 19 350                             | 39                 |
| Girondins de Bordeaux | 2022         | 3e                   | Albert Riera         | 2023            | Matmut Atlantique                                                                                        | 42 115                             | 11                 |
| SC Bastia             | 2021         | 4e                   | Michel Moretti       | 2024            | Stade Armand-Cesari                                                                                      | 16 048                             | 19                 |
| SM Caen               | 2019         | 5e                   | Nicolas Seube        | 2023            | Stade Michel-d'Ornano                                                                                    | 20 030                             | 32                 |
| EA Guingamp           | 2019         | 6e                   | Stéphane Dumont      | 2021            | Stade de Roudourou                                                                                       | 19 060                             | 31                 |
| Paris FC              | 2017         | 7e                   | Stéphane Gilli       | 2023            | Stade de l'Aube (J1 → J8) Stade Charléty Stade Michel-d'Ornano (J34)                                     | 20 400 19 151 20 030               | 14                 |
| AS Saint-Étienne      | 2022         | 8e                   | Olivier Dall'Oglio   | 2023            | Stade Geoffroy-Guichard                                                                                  | 42 000                             | 15                 |
| Grenoble Foot 38      | 2018         | 10e                  | Laurent Peyrelade    | 2024            | Stade des Alpes                                                                                          | 20 068                             | 42                 |
| US Quevilly Rouen     | 2021         | 11e                  | Jean-Louis Garcia    | 2024            | Stade Robert-Diochon                                                                                     | 8 372                              | 3                  |
| Amiens SC             | 2020         | 12e                  | Omar Daf             | 2023            | Stade Crédit Agricole la Licorne                                                                         | 12 999                             | 41                 |
| Pau FC                | 2020         | 13e                  | Nicolas Usaï         | 2023            | Nouste Camp                                                                                              | 3 859                              | 3                  |
| Rodez AF              | 2019         | 14e                  | Didier Santini       | 2022            | Stade Paul-Lignon                                                                                        | 3 400                              | 8                  |
| Stade lavallois       | 2022         | 15e                  | Olivier Frapolli     | 2019            | Stade Francis-Le-Basser                                                                                  | 11 107                             | 32                 |
| Valenciennes FC       | 2014         | 16e                  | Ahmed Kantari        | 2023            | Stade du Hainaut                                                                                         | 25 172                             | 40                 |
| FC Annecy             | 2022         | 17e                  | Laurent Guyot        | 2021            | Parc des Sports d'Annecy                                                                                 | 13 634                             | 4                  |
| US Concarneau         | 2023         | 1er (National)       | Stéphane Le Mignan   | 2020            | Stade de Roudourou Stade Francis-Le Blé Stade du Moustoir Stade Michel-d'Ornano (J25) Roazhon Park (J33) | 19 060 15 220 16 895 20 030 29 778 | 0                  |
| USL Dunkerque         | 2023         | 2e (National)        | Luís Castro          | 2023            | Stade Marcel-Tribut                                                                                      | 5 000                              | 36                 |

Évolution des stades
- L'US Concarneau joue la saison 2023-2024 dans différents stades bretons en raison des travaux de l'homologation du Stade Guy-Piriou jusqu'en 2024. Le club évolue cette saison à domicile au Stade Francis Le-Blé, au Stade du Moustoir mais également au Stade du Roudourou en tant que stade de repli pour 3 matchs[24],[25]. Le club a également joué une rencontre au Stade Michel d'Ornano de Caen ainsi qu'une rencontre au Roazhon Park de Rennes.
- Le Paris FC joue les premiers matchs de sa saison au Stade de l'Aube à Troyes en raison des lourds travaux de réfection de la pelouse du Stade Charléty[26].
- Le Matmut Atlantique de Bordeaux voit sa capacité maximale régulièrement réduite de 42 000 à 22 000 places pour la deuxième saison consécutive à la suite de la fermeture des tribunes supérieures en 2022 qui a suivi la descente en Ligue 2. Cette décision est justifiée par un désir de la direction du club de limiter temporairement les coûts d'exploitation[27].

### Changements d'entraîneur
| Club                  | Entraîneur partant               | Motif du départ                           | Date de départ    | Position   | Entraîneur arrivant              | Date d'arrivée    |
| --------------------- | -------------------------------- | ----------------------------------------- | ----------------- | ---------- | -------------------------------- | ----------------- |
| SM Caen               | Stéphane Moulin                  | Démission                                 | 2 juin 2023       | Pré-saison | Jean-Marc Furlan                 | 14 juin 2023      |
| Paris FC              | Thierry Laurey                   | Fin de contrat                            | 3 juin 2023       | Pré-saison | Stéphane Gilli                   | 3 juin 2023       |
| Pau FC                | Didier Tholot                    | Démission                                 | 9 juin 2023       | Pré-saison | Nicolas Usaï                     | 20 juin 2023      |
| Amiens SC             | Patrice Descamps                 | Fin de l'intérim                          | 13 juin 2023      | Pré-saison | Omar Daf                         | 13 juin 2023      |
| Valenciennes FC       | Ahmed Kantari                    | Fin de l'intérim                          | 5 juillet 2023    | Pré-saison | Jorge Maciel                     | 5 juillet 2023    |
| USL Dunkerque         | Mathieu Chabert                  | Renvoi                                    | 24 septembre 2023 | 17e        | Benjamin Rytlewski Richard Goyet | 24 septembre 2023 |
| USL Dunkerque         | Benjamin Rytlewski Richard Goyet | Fin de l'intérim                          | 27 septembre 2023 | 17e        | Luís Castro                      | 27 septembre 2023 |
| Girondins de Bordeaux | David Guion                      | Renvoi                                    | 7 octobre 2023    | 13e        | Albert Riera                     | 11 octobre 2023   |
| SM Caen               | Jean-Marc Furlan                 | Renvoi                                    | 7 novembre 2023   | 12e        | Patrice Sauvaget                 | 9 novembre 2023   |
| ESTAC Troyes          | Patrick Kisnorbo                 | Renvoi                                    | 26 novembre 2023  | 17e        | Alou Diarra                      | 1er décembre 2023 |
| SM Caen               | Patrice Sauvaget                 | Fin de l'intérim                          | 30 novembre 2023  | 16e        | Nicolas Seube                    | 30 novembre 2023  |
| ESTAC Troyes          | Alou Diarra                      | Fin de l'intérim                          | 6 décembre 2023   | 14e        | David Guion                      | 6 décembre 2023   |
| AS Saint-Étienne      | Laurent Batlles                  | Renvoi                                    | 6 décembre 2023   | 8e         | Laurent Huard                    | 6 décembre 2023   |
| Valenciennes FC       | Jorge Maciel                     | Renvoi                                    | 6 décembre 2023   | 20e        | Ahmed Kantari                    | 7 décembre 2023   |
| AS Saint-Étienne      | Laurent Huard                    | Fin de l'intérim                          | 12 décembre 2023  | 8e         | Olivier Dall'Oglio               | 12 décembre 2023  |
| US Quevilly Rouen     | Olivier Echouafni                | Renvoi                                    | 15 janvier 2024   | 18e        | Alain Wathelet                   | 15 janvier 2024   |
| US Quevilly Rouen     | Alain Wathelet                   | Fin de l'intérim                          | 21 janvier 2024   | 18e        | Jean-Louis Garcia                | 21 janvier 2024   |
| SC Bastia             | Régis Brouard                    | Renvoi                                    | 29 janvier 2024   | 16e        | Lilian Laslandes Michel Moretti  | 29 janvier 2024   |
| Grenoble Foot 38      | Vincent Hognon                   | Renvoi                                    | 13 mars 2024      | 7e         | Laurent Peyrelade                | 14 mars 2024      |
| SC Bastia             | Lilian Laslandes Michel Moretti  | Réorganisation de l'encadrement technique | 29 mars 2024      | 16e        | Michel Moretti                   | 29 mars 2024      |

### Propriétaires et investisseurs majoritaires
| Club                  | Budget en M€ | Actionnaire majoritaire              | Depuis |
| --------------------- | ------------ | ------------------------------------ | ------ |
| AC Ajaccio            | 12           | Imperial Corse Investissement        | 2016   |
| Amiens SC             | 14           | Bernard Joannin                      | 2009   |
| Angers SCO            | 33           | Romain Chabane                       | 2022   |
| FC Annecy             | 8            | Phillipe Rey-Gorrez                  | 2019   |
| AJ Auxerre            | 22           | James Zhou                           | 2016   |
| SC Bastia             | 11           | Pierre-Noël Luiggi / Claude Ferrandi | 2017   |
| Girondins de Bordeaux | 42           | Gérard Lopez                         | 2021   |
| SM Caen               | 12           | Oaktree Capital Management           | 2020   |
| US Concarneau         | 6,5          | Piriou Sport Développement           | 2003   |
| USL Dunkerque         | 9            | Groupe Amissos                       | 2023   |
| Grenoble Foot 38      | 9            | Stéphane Rosnoblet                   | 2015   |
| EA Guingamp           | 18           | Club des Kalon EAG                   | 2017   |
| Stade lavallois       | 10           | Bruno Lucas                          | 2021   |
| Paris FC              | 24           | Pierre Ferracci                      | 2006   |
| Pau FC                | 8            | Bernard Laporte-Fray                 | 1995   |
| US Quevilly Rouen     | 8            | Michel Mallet                        | 2006   |
| Rodez AF              | 8            | Pierre-Olivier Murat                 | 2001   |
| AS Saint-Étienne      | 27           | Bernard Caïazzo / Roland Romeyer     | 2004   |
| ESTAC Troyes          | 22           | City Football Group                  | 2020   |
| Valenciennes FC       | 15           | Sport Republic                       | 2023   |

## Compétition

### Règlement
Le classement est calculé avec le barème de points suivant : une victoire vaut trois points, le match nul un. La défaite ne rapporte aucun point.
Le classement est établi selon les critères suivants :
1. plus grand nombre de points ;
2. plus grande différence de buts générale ;
3. plus grand nombre de points dans les confrontations directes ;
4. plus grande différence de buts particulière
5. plus grand nombre de buts dans les confrontations directes ;
6. plus grand nombre de buts à l'extérieur dans les confrontations directes ;
7. plus grand nombre de buts marqués ;
8. plus grand nombre de buts marqués à l'extérieur ;
9. plus grand nombre de buts marqués sur une rencontre de championnat ;
10. meilleure place au Challenge du fair-play (1 point par joueur averti, 3 points par joueur exclu).

### Classement général
Source : Classement officiel sur le site de la LFP, arrêté avant la décision du score du match entre Troyes et Valenciennes (36e journée)
| Rang | Équipe                | Pts  | J  | G  | N  | P  | Bp | Bc | Diff |
| ---- | --------------------- | ---- | -- | -- | -- | -- | -- | -- | ---- |
| 1    | AJ Auxerre R          | 74   | 38 | 21 | 11 | 6  | 72 | 36 | +36  |
| 2    | Angers SCO R          | 68   | 38 | 20 | 8  | 10 | 56 | 42 | +14  |
| 3    | AS Saint-Étienne      | 65   | 38 | 19 | 8  | 11 | 48 | 31 | +17  |
| 4    | Rodez AF              | 60   | 38 | 16 | 12 | 10 | 62 | 51 | +11  |
| 5    | Paris FC              | 59   | 38 | 16 | 11 | 11 | 49 | 42 | +7   |
| 6    | SM Caen               | 58   | 38 | 17 | 7  | 14 | 51 | 45 | +6   |
| 7    | Stade lavallois       | 55   | 38 | 15 | 10 | 13 | 40 | 45 | -5   |
| 8    | Amiens SC             | 53   | 38 | 12 | 17 | 9  | 36 | 36 | 0    |
| 9    | EA Guingamp           | 51   | 38 | 13 | 12 | 13 | 44 | 40 | +4   |
| 10   | Pau FC                | 51   | 38 | 13 | 12 | 13 | 60 | 57 | +3   |
| 11   | Grenoble Foot 38      | 51   | 38 | 13 | 12 | 13 | 43 | 44 | -1   |
| 12   | Girondins de Bordeaux | 50-1 | 38 | 14 | 9  | 15 | 50 | 52 | -2   |
| 13   | SC Bastia             | 50-1 | 38 | 14 | 9  | 15 | 44 | 48 | -4   |
| 14   | FC Annecy             | 46   | 38 | 12 | 10 | 16 | 49 | 50 | -1   |
| 15   | AC Ajaccio R          | 46   | 38 | 12 | 10 | 16 | 35 | 46 | -11  |
| 16   | USL Dunkerque P       | 46   | 38 | 12 | 10 | 16 | 36 | 52 | -16  |
| 17   | ESTAC Troyes R        | 40   | 38 | 9  | 14 | 15 | 42 | 52 | -10  |
| 18   | US Quevilly Rouen     | 38   | 38 | 7  | 17 | 14 | 51 | 55 | -4   |
| 19   | US Concarneau P       | 38   | 38 | 10 | 8  | 20 | 39 | 57 | -18  |
| 20   | Valenciennes FC       | 29   | 38 | 6  | 11 | 21 | 28 | 53 | -25  |

Promotions et relégations
- Promotion en Ligue 1 2024-2025
- Barrages de promotion en Ligue 1
- Repêchage
- Relégation en  National 2024-2025
- Rétrogradation en National 2 2024-2025

Abréviations
- P : Promu de National 2022-2023
- R : Relégué — ou rétrogradé — de Ligue 1 2022-2023
- -1 : Points de pénalité

### Matchs
| Résultats (▼dom., ►ext.)                                   | ACA | ASC | SCO | FCA | AJA | SCB | FCGB | SMC | USC | USLD | GF38 | EAG | S L | PFC | PAU | QRM | RAF | ASSE | ESTAC | VAFC |
| AC Ajaccio                                                 |     | 0-0 | 1-1 | 1-3 | 0-1 | 2-0 | 0-0  | 2-1 | 1-0 | 2-2  | 1-2  | 3-0 | 2-0 | 2-1 | 2-0 | 1-1 | 1-1 | 2-0  | 1-0   | 2-1  |
| Amiens SC                                                  | 0-0 |     | 1-4 | 1-0 | 0-0 | 2-1 | 1-1  | 0-0 | 1-1 | 0-1  | 1-2  | 4-1 | 0-0 | 1-1 | 2-3 | 1-0 | 1-1 | 1-0  | 0-0   | 0-0  |
| Angers SCO                                                 | 3-1 | 1-3 |     | 0-0 | 2-2 | 2-0 | 2-0  | 3-0 | 2-0 | 0-0  | 1-0  | 1-0 | 1-1 | 2-0 | 2-1 | 3-2 | 2-1 | 0-3  | 2-1   | 2-0  |
| FC Annecy                                                  | 2-0 | 1-1 | 1-2 |     | 0-2 | 3-2 | 3-1  | 1-2 | 0-3 | 3-0  | 0-1  | 1-4 | 1-3 | 2-2 | 0-0 | 0-0 | 1-2 | 1-1  | 0-0   | 2-1  |
| AJ Auxerre                                                 | 2-0 | 0-1 | 1-0 | 4-0 |     | 1-1 | 3-1  | 2-1 | 4-1 | 0-1  | 0-0  | 1-1 | 4-0 | 2-0 | 2-2 | 3-2 | 3-1 | 5-2  | 2-0   | 0-0  |
| SC Bastia                                                  | 1-0 | 1-2 | 2-0 | 2-1 | 0-0 |     | 3-1  | 1-2 | 2-0 | 1-1  | 1-0  | 0-0 | 0-3 | 1-1 | 1-4 | 0-0 | 0-2 | 0-4  | 3-2   | 3-0  |
| Girondins de Bordeaux                                      | 4-0 | 2-0 | 1-0 | 3-1 | 2-4 | 2-3 |      | 1-1 | 1-0 | 2-0  | 1-0  | 1-0 | 0-1 | 3-3 | 3-2 | 0-0 | 2-2 | 0-0  | 0-1   | 3-1  |
| SM Caen                                                    | 3-0 | 2-0 | 2-0 | 2-1 | 1-1 | 1-0 | 0-1  |     | 1-0 | 1-0  | 1-2  | 0-1 | 1-0 | 0-1 | 2-0 | 3-3 | 1-0 | 1-2  | 0-0   | 3-0  |
| US Concarneau                                              | 2-1 | 0-0 | 2-4 | 1-1 | 1-2 | 0-0 | 4-2  | 0-2 |     | 4-3  | 0-3  | 2-3 | 1-3 | 2-2 | 1-2 | 0-0 | 1-2 | 0-1  | 1-0   | 1-0  |
| USL Dunkerque                                              | 2-0 | 0-1 | 0-1 | 0-2 | 1-3 | 0-5 | 0-2  | 2-2 | 2-2 |      | 0-0  | 0-1 | 0-2 | 1-3 | 1-0 | 0-1 | 1-2 | 1-0  | 2-2   | 2-1  |
| Grenoble Foot 38                                           | 0-3 | 1-3 | 0-0 | 1-0 | 1-1 | 0-0 | 2-0  | 5-1 | 2-1 | 2-2  |      | 0-0 | 0-2 | 2-0 | 0-1 | 2-1 | 2-1 | 0-2  | 0-0   | 3-3  |
| EA Guingamp                                                | 3-0 | 0-0 | 1-2 | 1-4 | 2-1 | 0-1 | 0-0  | 1-0 | 0-1 | 0-1  | 2-2  |     | 0-1 | 0-1 | 4-0 | 2-2 | 3-3 | 2-2  | 0-0   | 3-0  |
| Stade lavallois                                            | 1-1 | 1-1 | 1-0 | 0-3 | 1-3 | 1-2 | 1-0  | 2-1 | 0-3 | 1-2  | 1-1  | 2-1 |     | 1-1 | 1-1 | 2-4 | 1-0 | 0-1  | 1-2   | 1-0  |
| Paris FC                                                   | 2-0 | 3-0 | 3-1 | 2-1 | 0-2 | 1-0 | 1-2  | 0-2 | 3-0 | 1-2  | 2-1  | 2-1 | 0-1 |     | 1-1 | 2-2 | 2-0 | 0-0  | 2-2   | 2-1  |
| Pau FC                                                     | 1-1 | 1-0 | 4-4 | 0-3 | 2-2 | 1-2 | 3-0  | 2-3 | 2-0 | 1-1  | 3-2  | 1-2 | 3-0 | 2-0 |     | 0-2 | 2-2 | 0-1  | 1-1   | 3-1  |
| US Quevilly Rouen                                          | 0-1 | 3-3 | 0-1 | 1-2 | 4-3 | 0-1 | 3-2  | 1-2 | 2-3 | 1-2  | 1-1  | 0-1 | 0-0 | 0-0 | 2-2 |     | 3-1 | 2-1  | 1-1   | 0-0  |
| Rodez AF                                                   | 2-0 | 2-2 | 4-1 | 1-3 | 2-0 | 1-1 | 2-2  | 5-3 | 2-0 | 0-0  | 3-1  | 0-0 | 1-2 | 1-0 | 2-1 | 3-3 |     | 2-1  | 2-1   | 0-1  |
| AS Saint-Étienne                                           | 0-0 | 0-1 | 2-0 | 2-1 | 1-0 | 3-2 | 2-1  | 1-0 | 1-0 | 2-0  | 0-1  | 1-3 | 0-0 | 0-1 | 1-2 | 2-1 | 1-1 |      | 5-0   | 0-0  |
| ESTAC Troyes                                               | 3-1 | 2-0 | 1-4 | 1-1 | 1-2 | 2-0 | 2-1  | 2-1 | 0-0 | 1-2  | 3-1  | 0-1 | 3-1 | 1-2 | 2-2 | 2-2 | 2-3 | 0-1  |       | 0-3  |
| Valenciennes FC                                            | 1-0 | 0-1 | 0-0 | 0-0 | 1-4 | 3-1 | 1-2  | 2-2 | 0-1 | 0-1  | 2-0  | 0-0 | 1-1 | 0-1 | 1-4 | 2-1 | 0-2 | 0-2  | 1-1   |      |
| - Victoire à domicile - Match nul - Victoire à l'extérieur |     |     |     |     |     |     |      |     |     |      |      |     |     |     |     |     |     |      |       |      |

### Matchs de barrages

#### Barrages de promotion
|  | Barrages de Ligue 2 - Match 1 | Barrages de Ligue 2 - Match 1 | Barrages de Ligue 2 - Match 1 | Barrages de Ligue 2 - Match 1 |   |      | Barrages de Ligue 2 - Match 2 | Barrages de Ligue 2 - Match 2 | Barrages de Ligue 2 - Match 2 | Barrages de Ligue 2 - Match 2 |  |  | Barrages Ligue 1 | Barrages Ligue 1 | Barrages Ligue 1 | Barrages Ligue 1 |
|  |                               |                               |                               |                               |   |      |                               |                               |                               |                               |  |  |                  |                  |                  |                  |
|  |                               |                               |                               |                               |   |      |                               |                               |                               |                               |  |  |                  |                  |                  |                  |
|  |                               |                               |                               |                               |   |      |                               |                               |                               |                               |  |  |                  |                  |                  |                  |
|  |                               |                               |                               |                               |   |      |                               |                               |                               |                               |  |  |                  |                  |                  |                  |
|  |                               |                               |                               |                               |   |      |                               |                               |                               |                               |  |  |                  |                  |                  |                  |
|  |                               |                               |                               |                               |   |      |                               |                               |                               |                               |  |  |                  |                  |                  |                  |
|  |                               |                               |                               |                               |   |      |                               |                               |                               |                               |  |  |                  |                  |                  |                  |
|  |                               |                               |                               |                               |   |      |                               |                               |                               |                               |  |  |                  |                  |                  |                  |
|  |                               |                               |                               |                               |   |      |                               |                               |                               |                               |  |  |                  |                  |                  |                  |
|  |                               |                               |                               |                               |   |      |                               |                               |                               |                               |  |  |                  |                  |                  |                  |
|  |                               |                               |                               |                               |   |      |                               |                               |                               |                               |  |  |                  |                  |                  |                  |
|  |                               |                               |                               |                               |   |      |                               |                               |                               |                               |  |  |                  |                  |                  |                  |
|  | 16e L1                        | FC Metz                       | 1                             | 2                             |   |      |                               |                               |                               |                               |  |  |                  |                  |                  |                  |
|  | 16e L1                        | FC Metz                       | 1                             | 2                             |   |      |                               |                               |                               |                               |  |  |                  |                  |                  |                  |
|  |                               |                               | 3e L2                         | AS Saint-Étienne              | 2 | 2 ap |                               |                               |                               |                               |  |  |                  |                  |                  |                  |
|  |                               |                               |                               |                               | 2 | 2 ap |                               |                               |                               |                               |  |  |                  |                  |                  |                  |
|  |                               |                               |                               |                               |   |      |                               |                               |                               |                               |  |  |                  |                  |                  |                  |
|  |                               |                               |                               |                               |   |      |                               |                               |                               |                               |  |  |                  |                  |                  |                  |
|  | 3e L2                         | AS Saint-Étienne              | 2                             | 2                             |   |      |                               |                               |                               |                               |  |  |                  |                  |                  |                  |
|  | 3e L2                         | AS Saint-Étienne              | 2                             | 2                             |   |      |                               |                               |                               |                               |  |  |                  |                  |                  |                  |
|  |                               |                               | 4e L2                         | Rodez AF                      | 0 | 0    |                               |                               |                               |                               |  |  |                  |                  |                  |                  |
|  | 4e L2                         | Rodez AF                      | 4e L2                         | Rodez AF                      | 0 | 0    | 2 (3)                         | 2 (3)                         |                               |                               |  |  |                  |                  |                  |                  |
|  | 4e L2                         | Rodez AF                      |                               |                               |   |      |                               | 2 (3)                         |                               |                               |  |  |                  |                  |                  |                  |
|  | 5e L2                         | Paris FC                      | 2 (2)                         | 2 (2)                         |   |      |                               |                               |                               |                               |  |  |                  |                  |                  |                  |
|  | 5e L2                         | Paris FC                      | 2 (2)                         | 2 (2)                         |   |      |                               |                               |                               |                               |  |  |                  |                  |                  |                  |
|  |                               |                               |                               |                               |   |      |                               |                               |                               |                               |  |  |                  |                  |                  |                  |

Les équipes classées de la cinquième à la troisième place de la Ligue 2 prennent part à des play-offs en matchs uniques dont le vainqueur affronte le 16e de la Ligue 1 dans le cadre de barrages aller-retour pour une place dans cette division la saison suivante.
Pour les matchs entre équipes de Ligue 2, en cas d'égalité, il n'y a pas de prolongations : les tirs au but ont ainsi lieu directement. Concernant les barrages avec le club de Ligue 1, si à l'issue du match retour les deux équipes ont marqué le même nombre de buts, les prolongations ont lieu puis les tirs au but. À l'instar de la réforme ayant eu lieu en Coupes d'Europe, la règle des buts marqués à l'extérieur n'est plus utilisée.
| Match 1                 | (L2) Rodez AF                                          | 2 - 2             | Paris FC (L2)                                               | Stade Paul-Lignon, Rodez                                                    |                                                                             |
| Mardi 21 mai 2024 20h30 | Danger 8e (pen.) · Corredor 33e                        | (2 - 1)           | 4e Dicko · 90 +7e Dabila                                    | Spectateurs : 3 115 Diffuseur : beIN Sports 1 Arbitrage : Hakim Ben El Hadj | Spectateurs : 3 115 Diffuseur : beIN Sports 1 Arbitrage : Hakim Ben El Hadj |
| Mardi 21 mai 2024 20h30 | Younoussa 90e · Mambo 90 +6e                           | Rapport           | 37e, 47e Mbow · 54e Kolodziejczak · 69e Camara · 70e Riou · | Spectateurs : 3 115 Diffuseur : beIN Sports 1 Arbitrage : Hakim Ben El Hadj | Spectateurs : 3 115 Diffuseur : beIN Sports 1 Arbitrage : Hakim Ben El Hadj |
| Mardi 21 mai 2024 20h30 | Raux Yao · Buades · Haag · Danger · Corredor · Verdier | Tirs au but 3 - 2 | Gaudin · Doucet · Hamel · Mandouki · Jabbari · Camara       | Spectateurs : 3 115 Diffuseur : beIN Sports 1 Arbitrage : Hakim Ben El Hadj | Spectateurs : 3 115 Diffuseur : beIN Sports 1 Arbitrage : Hakim Ben El Hadj |

| Match 2                    | (L2) AS Saint-Étienne      | 2 - 0   | Rodez AF (L2) | Stade Geoffroy-Guichard, Saint-Étienne                                    |                                                                           |
| Vendredi 24 mai 2024 20h30 | Cardona 65e · Mbuku 90 +6e | (0 - 0) |               | Spectateurs : 36 048 Diffuseur : beIN Sports 1 Arbitrage : Thomas Léonard | Spectateurs : 36 048 Diffuseur : beIN Sports 1 Arbitrage : Thomas Léonard |
| Vendredi 24 mai 2024 20h30 | Bentayg 86e                | Rapport | 52e Haag      | Spectateurs : 36 048 Diffuseur : beIN Sports 1 Arbitrage : Thomas Léonard | Spectateurs : 36 048 Diffuseur : beIN Sports 1 Arbitrage : Thomas Léonard |

| Match aller             | (L2) AS Saint-Étienne     | 2 - 1   | FC Metz (L1) | Stade Geoffroy-Guichard, Saint-Étienne                                                  |                                                                                         |
| Jeudi 30 mai 2024 20h30 | Sissoko 20e · Cardona 80e | (1 - 1) | 45e Traoré   | Spectateurs : 35 536 Diffuseur : beIN Sports 1 et Prime Video Arbitrage : Benoît Millot | Spectateurs : 35 536 Diffuseur : beIN Sports 1 et Prime Video Arbitrage : Benoît Millot |
| Jeudi 30 mai 2024 20h30 | Maçon 35e · Sissoko 89e   | Rapport | 72e N'Doram  | Spectateurs : 35 536 Diffuseur : beIN Sports 1 et Prime Video Arbitrage : Benoît Millot | Spectateurs : 35 536 Diffuseur : beIN Sports 1 et Prime Video Arbitrage : Benoît Millot |

| Match retour               | (L1) FC Metz                                           | 2 - 2 ap              | AS Saint-Étienne (L2)                    | Stade Saint-Symphorien, Longeville-lès-Metz                                              |                                                                                          |
| Dimanche 2 juin 2024 17h00 | Camara 17e · Mikautadze 25e (pen.)                     | (2 - 1, 2 - 1, 2 - 1) | 35e Pétrot · 117e Wadji                  | Spectateurs : 28 357 Diffuseur : beIN Sports 1 et Prime Video Arbitrage : Jérôme Brisard | Spectateurs : 28 357 Diffuseur : beIN Sports 1 et Prime Video Arbitrage : Jérôme Brisard |
| Dimanche 2 juin 2024 17h00 | Diallo 4e 7e · Mikautadze 75e · Udol 81e · N'Doram 85e | Rapport               | 15e Tardieu · 23e Larsonneur · 99e Maçon | Spectateurs : 28 357 Diffuseur : beIN Sports 1 et Prime Video Arbitrage : Jérôme Brisard | Spectateurs : 28 357 Diffuseur : beIN Sports 1 et Prime Video Arbitrage : Jérôme Brisard |

## Statistiques

### Domicile et extérieur
| Rang | Équipe                | Pts | J  | G  | N  | P  | Bp | Bc | Diff |
| ---- | --------------------- | --- | -- | -- | -- | -- | -- | -- | ---- |
| 1    | Angers SCO            | 43  | 19 | 13 | 4  | 2  | 31 | 15 | +16  |
| 2    | AJ Auxerre            | 41  | 19 | 12 | 5  | 2  | 39 | 14 | +25  |
| 3    | Rodez AF              | 36  | 19 | 10 | 6  | 3  | 35 | 22 | +13  |
| 4    | SM Caen               | 36  | 19 | 11 | 3  | 5  | 25 | 12 | +13  |
| 5    | AC Ajaccio            | 36  | 19 | 10 | 6  | 3  | 26 | 14 | +12  |
| 6    | Girondins de Bordeaux | 35  | 19 | 10 | 5  | 4  | 31 | 19 | +12  |
| 7    | Paris FC              | 34  | 19 | 10 | 4  | 5  | 29 | 19 | +10  |
| 8    | AS Saint-Étienne      | 34  | 19 | 10 | 4  | 5  | 24 | 14 | +10  |
| 9    | Grenoble Foot 38      | 28  | 19 | 7  | 7  | 5  | 23 | 21 | +2   |
| 10   | SC Bastia             | 28  | 19 | 8  | 5  | 6  | 22 | 23 | -1   |
| 11   | Pau FC                | 27  | 19 | 7  | 7  | 5  | 32 | 27 | +5   |
| 12   | Amiens SC             | 25  | 19 | 5  | 10 | 4  | 17 | 16 | +1   |
| 13   | ESTAC Troyes          | 24  | 19 | 7  | 3  | 9  | 28 | 27 | +1   |
| 14   | Stade lavallois       | 23  | 19 | 6  | 5  | 8  | 19 | 27 | -8   |
| 15   | EA Guingamp           | 22  | 19 | 5  | 7  | 7  | 24 | 21 | +3   |
| 16   | FC Annecy             | 21  | 19 | 5  | 6  | 8  | 22 | 27 | -5   |
| 17   | US Concarneau         | 20  | 19 | 5  | 5  | 9  | 23 | 31 | -8   |
| 18   | US Quevilly Rouen     | 19  | 19 | 4  | 7  | 8  | 24 | 27 | -3   |
| 19   | Valenciennes FC       | 18  | 19 | 4  | 6  | 9  | 15 | 24 | -9   |
| 20   | USL Dunkerque         | 16  | 19 | 4  | 4  | 11 | 15 | 30 | -15  |

| Rang | Équipe                | Pts | J  | G | N  | P  | Bp | Bc | Diff |
| ---- | --------------------- | --- | -- | - | -- | -- | -- | -- | ---- |
| 1    | AJ Auxerre            | 33  | 19 | 9 | 6  | 4  | 33 | 22 | +11  |
| 2    | Stade lavallois       | 32  | 19 | 9 | 5  | 5  | 21 | 18 | +3   |
| 3    | AS Saint-Étienne      | 31  | 19 | 9 | 4  | 6  | 24 | 17 | +7   |
| 4    | USL Dunkerque         | 30  | 19 | 8 | 6  | 5  | 21 | 22 | -1   |
| 5    | EA Guingamp           | 29  | 19 | 8 | 5  | 6  | 20 | 19 | +1   |
| 6    | Amiens SC             | 28  | 19 | 7 | 7  | 5  | 19 | 20 | -1   |
| 7    | FC Annecy             | 25  | 19 | 7 | 4  | 8  | 27 | 23 | +4   |
| 8    | Angers SCO            | 25  | 19 | 7 | 4  | 8  | 25 | 27 | -2   |
| 9    | Paris FC              | 25  | 19 | 6 | 7  | 6  | 20 | 23 | -3   |
| 10   | Pau FC                | 24  | 19 | 6 | 6  | 7  | 28 | 30 | -2   |
| 11   | Rodez AF              | 24  | 19 | 6 | 6  | 7  | 27 | 29 | -2   |
| 12   | Grenoble Foot 38      | 23  | 19 | 6 | 5  | 8  | 20 | 23 | -3   |
| 13   | SC Bastia             | 22  | 19 | 6 | 4  | 9  | 22 | 25 | -3   |
| 14   | SM Caen               | 22  | 19 | 6 | 4  | 9  | 26 | 33 | -7   |
| 15   | US Quevilly Rouen     | 19  | 19 | 3 | 10 | 6  | 27 | 28 | -1   |
| 16   | US Concarneau         | 18  | 19 | 5 | 3  | 11 | 16 | 26 | -10  |
| 17   | ESTAC Troyes          | 16  | 19 | 2 | 10 | 7  | 14 | 24 | -10  |
| 18   | Girondins de Bordeaux | 15  | 19 | 4 | 4  | 11 | 19 | 33 | -14  |
| 19   | Valenciennes FC       | 11  | 19 | 2 | 5  | 12 | 12 | 31 | -19  |
| 20   | AC Ajaccio            | 10  | 19 | 2 | 4  | 13 | 9  | 32 | -23  |

### Évolution du classement
Le tableau suivant récapitule le classement au terme de chacune des journées définies par le calendrier officiel, les matchs joués en retard sont pris en compte la journée suivante. Les colonnes « promouvable » et « relégable » comptabilisent les places de montée ou de relégation directes.
| Journées →    | 1  | 2  | 3  | 4  | 5  | 6  | 7  | 8  | 9  | 10 | 11 | 12 | 13 | 14 | 15 | 16 | 17 | 18 | 19 | 20 | 21 | 22 | 23 | 24 | 25 | 26 | 27 | 28 | 29 | 30 | 31 | 32 | 33 | 34 | 35 | 36 | 37 | 38 | prom. | bar. | rel. |
| Équipe ↓      |    |    |    |    |    |    |    |    |    |    |    |    |    |    |    |    |    |    |    |    |    |    |    |    |    |    |    |    |    |    |    |    |    |    |    |    |    |    |       |      |      |
| ------------- | -- | -- | -- | -- | -- | -- | -- | -- | -- | -- | -- | -- | -- | -- | -- | -- | -- | -- | -- | -- | -- | -- | -- | -- | -- | -- | -- | -- | -- | -- | -- | -- | -- | -- | -- | -- | -- | -- | ----- | ---- | ---- |
| Ajaccio       | 11 | 8  | 7  | 13 | 13 | 17 | 12 | 13 | 10 | 9  | 7  | 9  | 7  | 6  | 7  | 8  | 7  | 7  | 6  | 9  | 12 | 7  | 8  | 6  | 6  | 8  | 8  | 11 | 12 | 13 | 13 | 12 | 11 | 13 | 11 | 14 | 14 | 15 |       |      | 1    |
| Amiens        | 6  | 3  | 2  | 2  | 2  | 3  | 3  | 6  | 9  | 10 | 10 | 10 | 9  | 10 | 10 | 10 | 11 | 12 | 12 | 12 | 11 | 5  | 5  | 7  | 8  | 10 | 9  | 10 | 9  | 10 | 10 | 10 | 12 | 12 | 10 | 10 | 11 | 8  | 3     | 5    |      |
| Angers        | 16 | 15 | 16 | 12 | 7  | 12 | 7  | 5  | 4  | 3  | 2  | 3  | 2  | 2  | 2  | 2  | 1  | 1  | 1  | 2  | 1  | 2  | 1  | 2  | 2  | 2  | 2  | 2  | 2  | 2  | 3  | 2  | 2  | 2  | 3  | 3  | 2  | 2  | 24    | 4    |      |
| Annecy        | 19 | 16 | 11 | 11 | 11 | 14 | 10 | 10 | 12 | 12 | 12 | 12 | 13 | 15 | 12 | 13 | 15 | 16 | 17 | 17 | 17 | 17 | 17 | 18 | 19 | 19 | 19 | 19 | 18 | 17 | 16 | 15 | 16 | 16 | 15 | 15 | 15 | 14 |       |      | 13   |
| Auxerre       | 2  | 9  | 8  | 9  | 5  | 6  | 5  | 3  | 3  | 2  | 3  | 4  | 4  | 3  | 4  | 3  | 3  | 2  | 2  | 1  | 2  | 1  | 2  | 1  | 1  | 1  | 1  | 1  | 1  | 1  | 1  | 1  | 1  | 1  | 1  | 1  | 1  | 1  | 23    | 10   |      |
| Bastia        | 13 | 4  | 10 | 5  | 6  | 9  | 13 | 14 | 14 | 14 | 13 | 14 | 11 | 14 | 15 | 16 | 13 | 14 | 15 | 13 | 15 | 16 | 16 | 15 | 16 | 15 | 14 | 16 | 16 | 15 | 15 | 14 | 13 | 10 | 12 | 13 | 12 | 13 |       | 2    |      |
| Bordeaux      | 20 | 13 | 15 | 7  | 12 | 7  | 11 | 12 | 13 | 13 | 15 | 15 | 17 | 16 | 13 | 15 | 17 | 17 | 13 | 15 | 13 | 13 | 13 | 13 | 13 | 13 | 13 | 13 | 13 | 12 | 12 | 13 | 14 | 14 | 14 | 12 | 13 | 12 |       |      | 4    |
| Caen          | 4  | 1  | 1  | 1  | 1  | 2  | 4  | 7  | 11 | 11 | 11 | 11 | 12 | 13 | 16 | 12 | 12 | 9  | 11 | 10 | 5  | 6  | 7  | 5  | 7  | 6  | 5  | 5  | 8  | 6  | 7  | 6  | 8  | 7  | 8  | 6  | 6  | 6  | 5     | 6    |      |
| Concarneau    | 12 | 14 | 17 | 20 | 20 | 18 | 19 | 15 | 15 | 15 | 14 | 13 | 14 | 11 | 11 | 14 | 16 | 13 | 14 | 16 | 14 | 14 | 14 | 14 | 15 | 14 | 15 | 17 | 17 | 18 | 18 | 18 | 18 | 18 | 19 | 19 | 18 | 19 |       |      | 16   |
| Dunkerque     | 9  | 7  | 13 | 16 | 16 | 16 | 17 | 18 | 18 | 20 | 20 | 19 | 19 | 18 | 19 | 18 | 19 | 19 | 19 | 19 | 19 | 18 | 18 | 17 | 17 | 17 | 17 | 15 | 14 | 14 | 14 | 16 | 15 | 15 | 16 | 16 | 16 | 16 |       |      | 21   |
| Grenoble      | 5  | 2  | 3  | 3  | 4  | 5  | 2  | 2  | 2  | 4  | 4  | 5  | 5  | 4  | 3  | 4  | 5  | 4  | 3  | 3  | 3  | 4  | 3  | 3  | 4  | 5  | 6  | 7  | 10 | 11 | 11 | 11 | 10 | 11 | 13 | 11 | 10 | 11 | 4     | 22   |      |
| Guingamp      | 1  | 10 | 9  | 4  | 8  | 4  | 9  | 8  | 5  | 7  | 8  | 8  | 6  | 7  | 5  | 6  | 6  | 6  | 8  | 6  | 7  | 8  | 9  | 11 | 10 | 11 | 11 | 8  | 6  | 7  | 8  | 8  | 9  | 9  | 9  | 8  | 8  | 9  | 1     | 3    |      |
| Laval         | 7  | 12 | 5  | 6  | 3  | 1  | 1  | 1  | 1  | 1  | 1  | 1  | 1  | 1  | 1  | 1  | 2  | 3  | 4  | 4  | 4  | 3  | 4  | 4  | 3  | 3  | 3  | 3  | 4  | 4  | 4  | 5  | 7  | 8  | 6  | 7  | 7  | 7  | 12    | 17   |      |
| Paris         | 17 | 19 | 20 | 18 | 18 | 15 | 16 | 17 | 17 | 17 | 16 | 16 | 15 | 12 | 14 | 11 | 10 | 8  | 10 | 8  | 9  | 12 | 10 | 10 | 11 | 12 | 12 | 9  | 7  | 8  | 6  | 4  | 4  | 5  | 5  | 5  | 4  | 5  |       | 7    | 8    |
| Pau           | 3  | 11 | 4  | 8  | 9  | 11 | 14 | 10 | 8  | 8  | 9  | 7  | 10 | 9  | 8  | 5  | 4  | 5  | 5  | 5  | 10 | 9  | 6  | 9  | 12 | 9  | 10 | 12 | 11 | 9  | 9  | 9  | 6  | 6  | 7  | 9  | 9  | 10 |       | 7    |      |
| Quevilly      | 14 | 18 | 19 | 19 | 19 | 20 | 20 | 20 | 20 | 19 | 19 | 20 | 18 | 19 | 18 | 19 | 18 | 18 | 18 | 18 | 18 | 19 | 19 | 19 | 18 | 18 | 18 | 18 | 19 | 19 | 19 | 19 | 19 | 19 | 18 | 18 | 19 | 18 |       |      | 37   |
| Rodez         | 10 | 6  | 12 | 15 | 14 | 8  | 6  | 4  | 6  | 6  | 6  | 6  | 8  | 8  | 9  | 9  | 9  | 11 | 9  | 7  | 8  | 11 | 12 | 12 | 9  | 7  | 7  | 6  | 5  | 5  | 5  | 7  | 5  | 4  | 4  | 4  | 5  | 4  |       | 10   |      |
| Saint-Étienne | 15 | 17 | 14 | 14 | 15 | 10 | 8  | 9  | 7  | 5  | 5  | 2  | 3  | 5  | 6  | 7  | 8  | 10 | 7  | 11 | 6  | 10 | 11 | 7  | 5  | 4  | 4  | 4  | 3  | 3  | 2  | 3  | 3  | 3  | 2  | 2  | 3  | 3  | 4     | 15   | 1    |
| Troyes        | 8  | 5  | 6  | 10 | 10 | 13 | 15 | 16 | 16 | 16 | 17 | 17 | 16 | 17 | 17 | 17 | 14 | 15 | 16 | 14 | 16 | 15 | 15 | 16 | 15 | 16 | 16 | 14 | 15 | 16 | 17 | 17 | 17 | 17 | 17 | 17 | 17 | 17 |       | 1    | 13   |
| Valenciennes  | 18 | 20 | 18 | 17 | 17 | 19 | 18 | 19 | 19 | 18 | 18 | 18 | 20 | 20 | 20 | 20 | 20 | 20 | 20 | 20 | 20 | 20 | 20 | 20 | 20 | 20 | 20 | 20 | 20 | 20 | 20 | 20 | 20 | 20 | 20 | 20 | 20 | 20 |       |      | 38   |

En gras et italique, les équipes comptant un match en retard (exemple : 11 pour Bordeaux à l’issue de la 7e journée)
1. ↑  Bordeaux - Caen est reporté en raison de l’organisation de la Coupe du Monde 2023 de rugby au Matmut Atlantique. Le match est reprogrammé le 3 octobre entre la 9e et la 10e journée[30].
2. ↑  Saint-Étienne - Dunkerque est reporté en raison de l’organisation de la Coupe du Monde 2023 de rugby au stade Geoffroy Guichard. Le match est reprogrammé le 4 octobre entre la 9e et la 10e journée[30].
3. ↑  Concarneau - Pau est reporté en raison d'importants dégâts constatés au stade Francis-Le Blé après le passage de la tempête Ciaran en Bretagne. Le match est reprogrammé le 28 novembre entre la 15e et la 16e journée[31].

#### Résultats par match
| Journée ╱ Équipe | 1 | 2 | 3 | 4 | 5 | 6 | 7 | 8 | 9 | 10 | 11 | 12 | 13 | 14 | 15 | 16 | 17 | 18 | 19 | 20 | 21 | 22 | 23 | 24 | 25 | 26 | 27 | 28 | 29 | 30 | 31 | 32 | 33 | 34 | 35 | 36 | 37 | 38 |
| ---------------- | - | - | - | - | - | - | - | - | - | -- | -- | -- | -- | -- | -- | -- | -- | -- | -- | -- | -- | -- | -- | -- | -- | -- | -- | -- | -- | -- | -- | -- | -- | -- | -- | -- | -- | -- |
| Ajaccio          | N | V | N | D | N | D | V | N | V | N  | V  | D  | V  | V  | D  | N  | V  | D  | V  | D  | D  | V  | D  | V  | N  | N  | D  | D  | D  | D  | N  | V  | V  | D  | N  | D  | D  | D  |
| Amiens           | V | V | V | D | V | D | N | N | D | D  | N  | N  | V  | D  | N  | V  | D  | N  | N  | V  | V  | V  | N  | D  | N  | N  | N  | N  | V  | D  | N  | N  | D  | N  | N  | V  | N  | V  |
| Angers           | D | N | N | V | V | D | V | V | V | V  | V  | D  | V  | N  | V  | N  | V  | V  | V  | D  | V  | D  | V  | D  | D  | D  | V  | N  | D  | V  | N  | N  | V  | V  | D  | V  | V  | N  |
| Annecy           | D | N | V | N | N | N | V | D | N | D  | N  | V  | D  | D  | V  | N  | D  | D  | D  | D  | D  | N  | V  | D  | D  | D  | N  | V  | V  | V  | V  | V  | D  | D  | V  | V  | D  | N  |
| Auxerre          | V | D | N | N | V | N | V | V | V | V  | N  | D  | D  | V  | N  | V  | V  | V  | V  | V  | N  | N  | N  | V  | V  | N  | N  | D  | V  | V  | V  | D  | D  | V  | V  | V  | N  | V  |
| Bastia           | N | V | D | V | N | D | D | D | D | V  | N  | N  | V  | D  | N  | D  | V  | N  | D  | V  | D  | D  | V  | V  | D  | N  | V  | D  | D  | V  | N  | V  | V  | V  | D  | D  | V  | N  |
| Bordeaux         | D | V | N | V | D | V | N | N | D | D  | D  | N  | D  | V  | V  | D  | D  | N  | V  | D  | V  | V  | D  | V  | N  | V  | N  | N  | D  | N  | V  | D  | D  | V  | D  | V  | D  | V  |
| Caen             | V | V | V | V | D | D | N | D | D | D  | N  | N  | D  | N  | D  | V  | V  | V  | N  | V  | V  | N  | D  | V  | D  | V  | V  | D  | D  | V  | D  | V  | D  | V  | D  | V  | N  | V  |
| Concarneau       | N | D | D | D | N | V | D | V | D | V  | N  | V  | D  | V  | N  | D  | D  | V  | D  | D  | V  | D  | V  | V  | N  | D  | N  | D  | D  | D  | D  | N  | N  | D  | D  | D  | V  | D  |
| Dunkerque        | N | V | D | D | N | N | D | D | D | D  | D  | V  | D  | V  | D  | N  | D  | D  | D  | N  | V  | V  | V  | N  | V  | V  | N  | V  | V  | D  | N  | D  | V  | D  | D  | V  | N  | N  |
| Grenoble         | V | V | N | N | N | N | V | V | V | N  | N  | D  | D  | V  | V  | N  | D  | V  | V  | N  | N  | N  | V  | D  | D  | D  | D  | D  | D  | N  | D  | N  | V  | D  | D  | V  | V  | D  |
| Guingamp         | V | D | N | V | D | V | D | N | V | N  | N  | N  | V  | N  | V  | D  | V  | D  | D  | V  | N  | N  | D  | D  | V  | D  | N  | V  | V  | N  | N  | V  | D  | D  | V  | N  | D  | D  |
| Laval            | V | D | V | N | V | V | V | V | V | V  | D  | N  | V  | D  | V  | N  | D  | N  | D  | N  | N  | V  | D  | N  | N  | V  | N  | V  | D  | D  | N  | D  | D  | D  | V  | D  | D  | V  |
| Paris            | D | D | D | V | D | V | D | D | N | D  | V  | N  | V  | V  | D  | V  | V  | V  | N  | V  | N  | D  | N  | N  | N  | N  | N  | V  | V  | N  | V  | V  | V  | D  | V  | D  | V  | N  |
| Pau              | V | D | V | D | N | N | D | V | V | N  | D  | V  | V  | N  | V  | N  | V  | N  | N  | D  | D  | N  | N  | N  | D  | V  | D  | D  | V  | V  | N  | V  | V  | N  | D  | D  | D  | D  |
| Quevilly         | D | D | D | N | N | D | D | D | V | N  | N  | D  | V  | N  | N  | D  | V  | N  | N  | D  | D  | N  | V  | D  | V  | N  | N  | N  | N  | D  | N  | V  | N  | N  | N  | D  | D  | V  |
| Rodez            | N | V | D | D | N | V | V | V | D | V  | N  | N  | D  | N  | D  | V  | D  | N  | V  | V  | N  | D  | D  | N  | V  | V  | N  | N  | V  | V  | N  | D  | V  | V  | V  | D  | N  | V  |
| Saint-Étienne    | D | D | V | N | N | V | V | V | V | N  | V  | V  | D  | D  | D  | D  | D  | N  | V  | N  | V  | D  | D  | V  | V  | V  | N  | V  | V  | V  | V  | D  | V  | V  | V  | N  | N  | D  |
| Troyes           | N | V | N | D | N | N | D | D | D | N  | N  | N  | V  | D  | D  | V  | V  | D  | N  | V  | D  | D  | V  | D  | V  | D  | N  | V  | N  | D  | D  | D  | D  | N  | N  | D  | V  | N  |
| Valenciennes     | D | D | N | V | N | D | N | D | D | N  | N  | N  | D  | D  | N  | N  | D  | D  | D  | D  | D  | V  | D  | N  | D  | D  | N  | N  | D  | D  | D  | D  | D  | V  | V  | V  | V  | D  |

### Buts marqués par journée
Ce graphique représente le nombre de buts marqués lors de chaque journée.

### Classement des buteurs
|    | Joueur             | Club          | Buts |
| -- | ------------------ | ------------- | ---- |
| 1  | Alexandre Mendy    | SM Caen       | 22   |
| 2  | Loïs Diony         | Angers SCO    | 15   |
| 3  | Ado Onaiwu         | AJ Auxerre    | 15   |
| 4  | Moussa Sylla       | Pau FC        | 15   |
| 5  | Louis Mafouta      | Amiens SC     | 15   |
| 6  | Andréas Hountondji | Rodez AF      | 14   |
| 7  | Killian Corredor   | Rodez AF      | 12   |
| 8  | Pape Ibnou Ba      | US Concarneau | 12   |
| 9  | Sambou Soumano     | Quevilly-RM   | 12   |
| 10 | Kalifa Coulibaly   | Quevilly-RM   | 12   |

| Source : Classement buteurs - Ligue 2 BKT - LFP. |

### Classement des passeurs
|    | Joueur         | Club             | Passes |
| -- | -------------- | ---------------- | ------ |
| 1  | Ilan Kebbal    | Paris FC         | 10     |
| 2  | Gaëtan Perrin  | AJ Auxerre       | 10     |
| 3  | Gauthier Hein  | AJ Auxerre       | 9      |
| 4  | Valentin Henry | SM Caen          | 8      |
| 5  | Alimani Gory   | Paris FC         | 8      |
| 6  | Thibaut Vargas | Stade Lavallois  | 8      |
| 7  | Mathieu Cafaro | AS Saint-Étienne | 7      |
| 8  | Nordine Kandil | FC Annecy        | 7      |
| 9  | Lucas Buades   | Rodez AF         | 6      |
| 10 | Mamadou Camara | Quevilly-RM      | 6      |

| Source : Classement passeurs - Ligue 2 BKT - LFP. |

### Affluence

#### Plus grosses affluences de la saison
Mise à jour : 30 avril 2024.
| Rang | Match                                    | Journée | Date             | Affluence |
| ---- | ---------------------------------------- | ------- | ---------------- | --------- |
| 1    | Girondins de Bordeaux - AS Saint-Étienne | J18     | 16 décembre 2023 | 37 658    |
| 2    | AS Saint-Étienne - US Concarneau         | J31     | 6 avril 2024     | 37 337    |
| 3    | AS Saint-Étienne - AJ Auxerre            | J28     | 9 mars 2024      | 36 277    |
| 4    | AS Saint-Étienne - Paris FC              | J13     | 4 novembre 2023  | 35 563    |
| 5    | AS Saint-Étienne - SM Caen               | J35     | 27 avril 2024    | 35 445    |
| 6    | AS Saint-Étienne - Girondins de Bordeaux | J33     | 20 avril 2024    | 35 317    |
| 7    | Girondins de Bordeaux - Rodez AF         | J12     | 28 octobre 2023  | 30 098    |
| 8    | AS Saint-Étienne - Angers SCO            | J12     | 30 octobre 2023  | 27 153    |
| 9    | Girondins de Bordeaux - AJ Auxerre       | J5      | 2 septembre 2023 | 26 711    |
| 10   | AS Saint-Étienne - Grenoble Foot 38      | J1      | 5 août 2023      | 25 412    |

#### Affluences par journée
Ce graphique représente le nombre de spectateurs lors de chaque journée.

## Bilan de la saison
- Champion d'automne : Angers SCO avec 40 points
- Champion : AJ Auxerre avec 74 points
- Meilleure attaque : AJ Auxerre avec 72 buts marqués
- Meilleure défense : AS Saint-Étienne avec 31 buts encaissés
- Plus mauvaise attaque : AC Ajaccio avec 35 buts marqués
- Plus mauvaise défense : US Concarneau et Pau FC avec 57 buts encaissés
- Premier but de la saison :  Lorenzo Rajot   6e lors d'AC Ajaccio - Rodez AF (0 - 1) le 5 août 2023 (1re journée)
- Dernier but de la saison :  Moussa Sylla   90+3e lors de Girondins de Bordeaux - Pau FC (3 - 2) le 17 mai 2024 (38e journée)
- Premier but contre son camp :  Cédric Avinel   36e (csc) lors d'SM Caen - AC Ajaccio (3 - 0) le 26 août 2023 (4e journée)
- Premier penalty :  Rayan Ghrieb   23e (pen.) lors d'USL Dunkerque - ES Troyes AC (2 - 2) le 5 août 2023 (1re journée)
- Premier but sur coup franc direct :  Riad Nouri   33e lors de US Quevilly Rouen - AC Ajaccio (0 - 1) le 12 août 2023 (2e journée)
- Premier doublé :  Ousmane Camara   18e   61e lors de Valenciennes FC - AJ Auxerre (1 - 4) le 5 août 2023 (1re journée)
- Premier triplé :  Taïryk Arconte   13e   72e   76e lors de Rodez AF - SM Caen le 8 octobre 2023 (10e journée)
- Premier carton jaune :  Saikou Touray  22e lors d'AS Saint-Étienne - Grenoble F38 (0 - 1) le 5 août 2023 (1re journée)
- Premier carton rouge :  Jules Gaudin    2e,  33e lors de Paris FC - SM Caen (0 - 2) le 5 août 2023 (1re journée)
- But le plus rapide d'une rencontre : 30 secondes
  -  Pierre-Yves Hamel   1re lors de Paris FC - Rodez AF (2 - 0) le 5 décembre 2023 (17e journée)
- But le plus tardif d'une rencontre : 100 minutes
  -  Papa Ndiaga Yade   90+10e lors de US Quevilly Rouen - AJ Auxerre (4 - 3) le 13 avril 2024 (32e journée)
- Plus jeune buteur de la saison :  Abdoulaye Kanté   90+4e lors de ES Troyes AC - US Quevilly Rouen (2 - 2) le 2 septembre 2023 (5e journée) à 18 ans, 1 mois et 24 jours
- Plus vieux buteur de la saison :  Riad Nouri   33e lors de US Quevilly Rouen - AC Ajaccio (0 - 1) le 12 août 2023 (2e journée) à 38 ans, 2 mois et 5 jours
- Journée de championnat la plus riche en buts : 10e journée (36 buts)
- Journée de championnat la plus pauvre en buts : 16e, 18e & 22e journée (17 buts)
- Nombre de buts inscrits durant la saison :
- Nombre de  durant la saison : 364
- Nombre de  durant la saison : 19
- Plus grand nombre de buts dans une rencontre : 8 buts
  - 5 - 3 lors de Rodez AF - SM Caen le 7 octobre 2023 (10e journée)
  - 4 - 4 lors de Pau FC - Angers SCO le 11 novembre 2023 (14e journée)
- Plus large victoire à domicile : 5 buts
  - 5 - 0 lors de AS Saint-Étienne - ES Troyes AC le 12 février 2024 (24e journée)
- Plus large victoire à l'extérieur : 5 buts
  - 0 - 5 lors de USL Dunkerque - SC Bastia le 5 décembre 2023 (17e journée)
- Plus grand nombre de buts dans une mi-temps : 
  - en 1re mi-temps : 6 buts
    - EA Guingamp 3 - 3 Rodez AF (3 - 3, 0 - 0) le 23 janvier 2024 (21e journée)

  - en 2e mi-temps : 5 buts
    - Pau FC 4 - 4 Angers SCO (2 - 1, 2 - 3) le 11 novembre 2023 (14e journée)
- Plus grand nombre de buts dans une rencontre pour une équipe : 5 buts
  - 5 - 3 lors de Rodez AF - SM Caen le 8 octobre 2023 (10e journée)
  - 5 - 2 lors de AJ Auxerre - AS Saint-Étienne le 11 novembre 2023 (14e journée)
  - 0 - 5 lors de USL Dunkerque - SC Bastia le 5 décembre 2023 (17e journée)
  - 5 - 0 lors de AS Saint-Étienne - ES Troyes AC le 12 février 2024 (24e journée)
- Doublé le plus rapide : 2 minutes
  -  Clément Rodrigues   86e   87e lors de FC Annecy - US Concarneau le 11 février 2024 (24e journée)
  -  Louis Mafouta   45+2e (pen.)   45+3e lors de US Quevilly Rouen - Amiens SC le 23 avril 2024 (34e journée)
- Triplé le plus rapide : 15 minutes
  -  Louis Mafouta   33e   45+2e (pen.)   45+3e lors de US Quevilly Rouen - Amiens SC le 23 avril 2024 (34e journée)
- Les triplés de la saison : 
  -  Taïryk Arconte   13e   72e   76e lors de Rodez AF - SM Caen le 8 octobre 2023 (10e journée)
  -  Ado Onaiwu   3e   36e   66e lors de AJ Auxerre - AS Saint-Étienne le 11 novembre 2023 (14e journée)
  -  Migouel Alfarela   13e   68e   90+2e lors de USL Dunkerque - SC Bastia le 4 décembre 2023 (17e journée)
  -  Louis Mafouta   33e   45+2e (pen.)   45+3e lors de US Quevilly Rouen - Amiens SC le 23 avril 2024 (34e journée)
  -  Ado Onaiwu   40e   63e   80e lors de AJ Auxerre - US Concarneau le 17 mai 2024 (38e journée)
- Plus grand nombre de spectateurs dans une rencontre : 37 658 spectateurs lors de Girondins de Bordeaux - AS Saint-Étienne le 18 décembre 2023 (18e journée)
- Plus petit nombre de spectateurs dans une rencontre : 405 spectateurs lors de Paris FC - AC Ajaccio le 16 mars 2024 (29e journée)

## Trophées UNFP
Chaque début de mois, les internautes votent pour élire le trophée UNFP du joueur du mois de Ligue 2.
| Mois      | Premier         | Premier          | Autres nommés    | Autres nommés    | Réf.   |
| Mois      | Joueur          | Club             | Joueurs          | Clubs            | Réf.   |
| --------- | --------------- | ---------------- | ---------------- | ---------------- | ------ |
| Août      | Alexandre Mendy | SM Caen          | Gauthier Hein    | AJ Auxerre       | [ 33 ] |
| Août      | Alexandre Mendy | SM Caen          | Gaël Kakuta      | Amiens SC        | [ 33 ] |
| Septembre | Gauthier Hein   | AJ Auxerre       | Loïs Diony       | Angers SCO       | [ 34 ] |
| Septembre | Gauthier Hein   | AJ Auxerre       | Malik Tchokounté | Stade lavallois  | [ 34 ] |
| Octobre   | Ibrahim Sissoko | AS Saint-Étienne | Himad Abdelli    | Angers SCO       | [ 35 ] |
| Octobre   | Ibrahim Sissoko | AS Saint-Étienne | Pape Meïssa Ba   | Grenoble Foot 38 | [ 35 ] |
| Novembre  | Loïs Diony      | Angers SCO       | Khalid Boutaïb   | Pau FC           | [ 36 ] |
| Novembre  | Loïs Diony      | Angers SCO       | Jessy Benet      | Grenoble Foot 38 | [ 36 ] |
| Décembre  | Gauthier Hein   | AJ Auxerre       | Loïs Diony       | Angers SCO       | ,      |
| Décembre  | Gauthier Hein   | AJ Auxerre       | Moussa Sylla     | Pau FC           | ,      |
| Janvier   | Florian Ayé     | AJ Auxerre       | Amine Sbaï       | Grenoble Foot 38 | [ 39 ] |
| Janvier   | Florian Ayé     | AJ Auxerre       | Alexandre Mendy  | SM Caen          | [ 39 ] |
| Février   | Irvin Cardona   | AS Saint-Étienne | Gaëtan Courtet   | USL Dunkerque    | [ 40 ] |
| Février   | Irvin Cardona   | AS Saint-Étienne | Julien Anziani   | USL Dunkerque    | [ 40 ] |
| Mars      | Irvin Cardona   | AS Saint-Étienne | Alexandre Mendy  | SM Caen          | [ 41 ] |
| Mars      | Irvin Cardona   | AS Saint-Étienne | Jubal Jr         | AJ Auxerre       | [ 41 ] |
| Avril     | Irvin Cardona   | AS Saint-Étienne | Killian Corredor | Rodez AF         | [ 42 ] |
| Avril     | Irvin Cardona   | AS Saint-Étienne | Ilan Kebbal      | Paris FC         | [ 42 ] |

Avec ses victoires de février, mars et avril, Irvin Cardona devient le premier joueur de Ligue 2, à remporter le trophée trois fois de suite. Seul Zlatan Ibrahimović avait fait de même, mais en Ligue 1.
Au mois de mai, lors des trophées UNFP du football 2024, sont élus le meilleur joueur, gardien, entraîneur, le plus beau but et l'équipe type de la saison.
| Meilleur joueur            | Meilleur gardien                      | Meilleur entraîneur               | Plus beau but                    |
| -------------------------- | ------------------------------------- | --------------------------------- | -------------------------------- |
| Gauthier Hein (AJ Auxerre) | Gautier Larsonneur (AS Saint-Étienne) | Christophe Pélissier (AJ Auxerre) | Irvin Cardona (AS Saint-Étienne) |

| Gardien de but                        | Défenseurs                                                                                          | Milieux de terrain                                                           | Attaquants                                                                   |
| ------------------------------------- | --------------------------------------------------------------------------------------------------- | ---------------------------------------------------------------------------- | ---------------------------------------------------------------------------- |
| Gautier Larsonneur (AS Saint-Étienne) | Ali Abdi (SM Caen) Anthony Briançon (AS Saint-Étienne) Jubal Jr (AJ Auxerre) Paul Joly (AJ Auxerre) | Himad Abdelli (Angers SCO) Ilan Kebbal (Paris FC) Gauthier Hein (AJ Auxerre) | Alexandre Mendy (SM Caen) Loïs Diony (Angers SCO) Gaëtan Perrin (AJ Auxerre) |

## Aspects économiques
Le tableau ci-dessous présente le produit d'exploitation (hors transferts) ainsi que le résultat net d'exploitation des clubs pour la saison 2023-2024.
| Club                   | Produits (en M€) | Résultat net (en M€) |
| ---------------------- | ---------------- | -------------------- |
| AC Ajaccio             | 19,2 M€          | 0,3 M€               |
| Amiens SC              | 12,1 M€          | -5,8 M€              |
| Angers SCO             | 33,4 M€          | 11,8 M€              |
| FC Annecy              | 10,1 M€          | -1,6 M€              |
| AJ Auxerre             | 26,7 M€          | -13,9 M€             |
| SC Bastia              | 12,3 M€          | 0,1 M€               |
| Girondins de Bordeaux  | 21,5 M€          | -55 M€               |
| Stade Malherbe de Caen | 21,5 M€          | -8,4 M€              |
| US Concarneau          | 6,3 M€           | -1,6 M€              |
| USL Dunkerque          | 8,6 M€           | -0,1 M€              |
| Grenoble Foot          | 10,1 M€          | -3,8 M€              |
| En Avant Guingamp      | 13,5 M€          | -0,7 M€              |
| Stade lavallois        | 9,5 M€           | -0,5 M€              |
| Paris FC               | 14,7 M€          | -14 M€               |
| Pau FC                 | 8,7 M€           | 0,005 M€             |
| US Quevilly-Rouen      | 9,3 M€           | 0,097 M€             |
| Rodez AF               | 10 M€            | -0,03 M€             |
| AS Saint-Étienne       | 35 M€            | -1,6 M€              |
| ESTAC Troyes           | 33,3 M€          | -2,1 M€              |
| Valenciennes FC        | 9,9 M€           | -7,4 M€              |